# Emulsja asfaltowa
Emulsja asfaltowa – wodna zawiesina drobnych cząsteczek asfaltu, w których dodatkowa zawartość emulgatorów i stabilizatorów zapewnia trwałość otrzymanego układu. Stosowane są w budownictwie do gruntowania podłoży przed położeniem izolacji z papy albo jako samodzielne powłoki izolacji przeciwwilgociowej.
W drogownictwie służy do polepszenia połączeń między różnymi warstwami bitumicznymi. Dzięki niej poprawia się bardzo szczepność międzywarstwowa. Trwale łączy ze sobą warstwy.